# Reactiv Tollens
Reactivul Tollens este un agent de oxidare slab folosit în chimia organică la oxidarea diferitelor substanțe, așa cum sunt aldehidele sau glucoza. Denumirea chimică a reactivului este hidroxid de diamino-argint iar formula moleculara este [Ag(NH3)2]OH. 

## Reacții
Oxidarea acetaldehidei la acid acetic cu reactiv Tollens:
CH3CHO + 2[Ag(NH3)2]OH --> CH3COOH + 2Ag + 4NH3 + H2O
Se elibereaza amoniac iar argintul metalic rezultat se depune pe pereții vasului formând oglinda de argint.
Oxidarea glucozei la acid gluconic cu reactiv Tollens:
C6H12O6 + 2[Ag(NH3)2]OH --> C6H12O7 + 2Ag + 4NH3 + H2O

## Preparare
Prepararea unei soluții din acest reactiv se poate face în laborator prin amestecarea unei soluții de azotat de argint cu o soluție de hidroxid de sodiu. În primă instanță va precipita hidroxid de argint ce se prezintă sub forma unei mase insolubile de culoare albă. Aceasta se va brunifica foarte repede deoarece hidroxidul de argint este instabil și trece în oxid de argint, mult mai stabil și de culoare brun-inchisă, neagră. După precipitare se adaugă o soluție diluată de amoniac care va dizolva precipitatul și va forma ionul complex de diamino argint, solubil in NH3.
Reactivul Tollens este utilizat pentru fabricarea oglinzilor.